# Delirio a due
Delirio a due è uno sceneggiato televisivo diretto da Vittorio Cottafavi trasmesso il 28 ottobre 1967, dalla Rai.

## Trama
Lui e lei, sono talmente presi dal loro litigio, inconsapevoli che fuori casa è scoppiata la guerra, ma le bombe incominciano ad entrare in casa, distruggendola e continuando a litigare.